# Вулиця Федора Андерса (Залізничний район)
Вулиця Фе́дора А́ндерса — зникла вулиця, що існувала в Залізничному, нині Солом'янському районі міста Києва, місцевість Чоколівка. Пролягала від Повітрофлотського проспекту до кінця забудови.

## Історія
Вулиця виникла в першій половині XX століття під назвою Жулянська. Назву Федора Андерса (на честь інженера-авіатора Федора Андерса) вулиця набула 1962 року.
У довіднику «Вулиці Києва» 1995 року була наведена в переліку вулиць, провулків і площ, що зникли в другій половині 1970–90-х років у зв'язку зі знесенням старої забудови, переплануванням місцевості або виключенням назви з ужитку.  Однак, незважаючи на ліквідацію вулиці, станом на 2017 рік зупинка тролейбусів поблизу має назву «Вулиця Андерса».
2019 року таку ж назву отримала нова вулиця в Солом'янському районі міста Києва, в місцевості Совки.